# Reggenza di Sinjai
La reggenza di Sinjai (in indonesiano: Kabupaten Pinrang) è una reggenza dell'Indonesia, situata nella provincia di Sulawesi Meridionale.
| Controllo di autorità | VIAF (EN) 124785397 · LCCN (EN) nr99017423 · J9U (EN, HE) 987007494109605171 |